# Assemblea Provincial d'Estònia
L'Assemblea Provincial d'Estònia o Dieta Estatal d'Estònia, també coneguda sovint pel seu nom en estonià Maapäev, va ser un consell elegit entre el maig i el juny de 1917, durant la Revolució Russa, com a parlament provincial (dieta) del Governadorat Autònom d'Estònia. El 28 de novembre de 1917, després de la Revolució d'Octubre a Rússia, l'Assemblea es va declarar com l'únic poder sobirà a Estònia i va convocar eleccions per a l'Assemblea Constituent d'Estònia. La vigília de l’ocupació alemanya d’Estònia durant la Primera Guerra Mundial, el consell va elegir el Comitè de Salvació d’Estònia i va emetre la Declaració d’Independència d’Estònia el 24 de febrer de 1918.

## Història
El 12 d’abril de 1917, el Govern Provisional Rus va emetre una ordre sobre l’autonomia provisional d’Estònia. El Governadorat d’Estònia (actualment el nord d’Estònia) es va fusionar amb la part nord del Governadorat de Livònia de parla estoniana (actualment el sud d’Estònia), per formar el governadorat autònom. El Govern Provisional Rus va decretar la creació d’una assemblea provincial amb membres elegits per sufragi universal indirecte.
Les eleccions per als 62 diputats del Maapäev es van dur a terme en diverses etapes; els membres representants de les comunitats rurals van ser elegits mitjançant eleccions a dos nivells entre maig i juny, mentre que els representants de les ciutats van ser elegits entre juliol i agost de 1917. El procés electoral va comportar la creació i reorganització dels partits nacionals estonians.
Sis partits estaven representats a la dieta, amb tres diputats independents i dos diputats representant les minories locals de parla alemanya i sueca.

### Resultats
La participació electoral va ser relativament baixa, un 30%. El sistema electoral per als 62 escons va ser molt llarg i complicat. Tanmateix, va conduir a una distribució equilibrada de diputats entre les zones urbanes i rurals, així com al desenvolupament del sistema de partits estonià. El parlament estatal es va constituir el 14 de juliol de 1917.
| Partit polític    | Partit polític                          | Escons |
| ----------------- | --------------------------------------- | ------ |
|                   | Lliga Rural                             | 13     |
|                   | STP–ERSP                                | 11     |
|                   | Associació Socialdemòcrata Estoniana    | 9      |
|                   | Partit Socialista Revolucionari Estonià | 8      |
|                   | Partit Democràtic Estonià               | 7      |
|                   | Partit Socialdemòcrata Obrer Rus        | 5      |
|                   | Partit Radical Democràtic Estonià       | 4      |
|                   | Alemanys del Bàltic                     | 1      |
|                   | Suecs Estonians                         | 1      |
|                   | Independents                            | 3      |
| Total             | Total                                   | 62     |
|                   |                                         |        |
| Fonts: Raun, Suny |                                         |        |

### Alçament bolxevic
Arran del cop d’estat bolxevic de novembre de 1917 a Petrograd (Sant Petersburg), quan el "Comitè Revolucionari Militar Estonià" bolxevic va dur a terme un cop similar a la capital d’Estònia, Reval (Tallinn), el Maapäev es va negar a reconèixer el nou govern bolxevic. Aleshores, els bolxevics van intentar dissoldre el consell. En la seva darrera reunió, el 15 de novembre de 1917, el Maapäev es va proclamar l’autoritat legal suprema d’Estònia fins a la convocatòria de l’Assemblea Constituent. El Comitè dels Ancians va ser autoritzat a emetre lleis. El consell va ser dissolt per la força pels bolxevics el 26 de novembre, fet que va obligar els principals dirigents polítics a passar a la clandestinitat.
A les eleccions per a l’Assemblea Constituent a principis de 1918, organitzades pels bolxevics, dues terceres parts dels votants van donar suport als partits que defensaven la sobirania nacional. Immediatament després, els bolxevics van declarar les eleccions nul·les i sense efecte. El 19 de febrer de 1918, el Comitè dels Ancians del Consell de la Terra va decidir proclamar la independència d’Estònia. Per a aquest propòsit, es va crear un Comitè de Salvació (un comitè de tres membres format pel Maapäev com a òrgan executiu per al període en què les activitats de l’Assemblea es trobessin obstaculitzades) amb poders especials. El 24 de febrer, després que els bolxevics abandonessin Tallinn i un dia abans que les forces alemanyes ocupessin la capital del país, el Comitè de Salvació va emetre una declaració formal d’independència de la República d’Estònia.
Després del final de l’ocupació alemanya d’Estònia, el Maapäev va continuar com a legislatura d’Estònia fins al 1919.